# US Clay Court Championships 1977
Lo US Clay Court Championships 1977 è stato un torneo di tennis giocato sulla terra verde. È stata la 25ª edizione del torneo, che fa parte del WTA Tour 1977. Si è giocato ad Indianapolis negli USA dall'8 al 14 agosto 1977.

## Campionesse

### Singolare
Laura DuPont ha battuto in finale  Nancy Richey con il punteggio di 6–4, 6–3

### Doppio
Linky Boshoff /  Ilana Kloss hanno battuto in finale  Mary Carillo /  Wendy Overton con il punteggio di 5–7, 7–5, 6–3